# Nur dem Namen nach
Nur dem Namen nach (OT: In Name Only) ist ein US-amerikanischer Spielfilm mit Carole Lombard, Cary Grant und Kay Francis in den Hauptrollen unter der Regie von John Cromwell.

## Handlung
Alec Walker ist unglücklich mit Maida, einer durch und durch berechnenden Frau, verheiratet. Sie hat Alec nicht aus Liebe geheiratet, sondern um Armut und Mangel zu entkommen. Jetzt nutzt sie ihren Mann aus und treibt ihn mit ihrer emotionalen Kälte in die Trunksucht. Alle Welt gibt Alec die Schuld an der Misere und lobt im Gegenzug Maida für ihre scheinbar unendliche Geduld und Nachsicht. Vor allem Alecs Eltern werfen ihm unentwegt vor, dass er seine Frau rücksichtslos behandle.
Eines Tages lernt Alec die junge Künstlerin Julie Eden kennen, deren Mann vor kurzem gestorben und die daraufhin mit ihrer kleinen Tochter Ellen in ein Cottage gezogen ist. Beide verlieben sich ineinander und Alec beschließt, sein Leben von Grund auf zu ändern. Die Leute fangen an, über die beiden Liebenden zu tuscheln und durch Zufall lernen sich auch Maida und Julie kennen. Zunächst unschlüssig über den weiteren Verlauf, willigt Maida schließlich ein, sich scheiden zulassen, da Alec ihr eine großzügige Abfindung zugestehen will. Kurz vor der Abfahrt nach Paris, wo alles möglichst geräuschlos über die Bühne gehen soll, stachelt Suzanne, eine intrigante Frau, die mehrfach versucht hat, Alec zu verführen und ihm kein Glück bei einer anderen gönnt, Maida auf, die Scheidung abzublasen.
Alec verfällt nach diesem Rückschlag immer mehr dem Alkohol und bekommt eine Lungenentzündung. Er liegt schon fast im Sterben, als Julie sehr widerstrebend von Alecs Mutter die Erlaubnis bekommt, an sein Bett zu treten. Maida ist außer sich und beschimpft Julie. Sie sagt, sie habe Alec nur aus Geldgier geheiratet und niemand werde ihr die Position streitig machen, selbst wenn Alec an gebrochenem Herzen sterben sollte. Ihr Schwiegervater hört jedoch die Konversation und weist Maida aus dem Haus. Alec fasst neuen Lebensmut und die Liebenden haben endlich eine Zukunft.

## Hintergrund
Kay Francis hatte Ende 1938 nach einem erbitterten Streit mit Warner Brothers ihren Studiovertrag erfüllt. Vorangegangen war ein Gerichtsverfahren, das Francis Ende 1937 angestrengt hatte, um vorzeitig aus ihrem laufenden Vertrag aussteigen zu können. Sie gab an, das Studio habe ihr nur minderwertige Drehbücher angeboten und mündliche Zusagen, sie in besseren Rollen wie Tovarich oder Drei Schwestern aus Montana einzusetzen, gebrochen. Das Studio versuchte zunächst, die Schauspielerin aus ihrem laufenden Vertrag rauszukaufen, und bot an, ihr 50 % der noch ausstehenden Gagen zu zahlen. Francis lehnte ab und das Verfahren endete im September 1937 mit einem Vergleich. Warner Brothers setzten die Schauspielerin fortan nur noch in B-Movies ein, um Francis dazu zu bringen, ihren Vertrag zu brechen. Am Ende war die Karriere des ehemaligen Stars kaputt und Francis verkündete noch im Frühjahr 1939, sich für immer von der Leinwand zu verabschieden.
Es war ihre gute Bekannte Carole Lombard, welche sie noch von frühen Tagen bei Paramount Pictures kannte, die ihr die Rolle der Maida Walker anbot. Francis akzeptierte und gab eine ihrer besten und heute noch bekanntesten Interpretationen. Die Schauspielerin legte die Rolle der Ehefrau, die nur aus materiellen Interessen heraus geheiratet hat, bewusst zurückhaltend an.
Der Film ging zunächst unter dem Titel Memory of Love in Arbeit und wurde erst kurz vor dem Verleihdatum im August 1939 umbenannt.

## Kinoauswertung
Mit Produktionskosten in Höhe von 722.000 US-Dollar war Nur dem Namen nach ein für RKO Verhältnisse leicht überdurchschnittlich teure Produktion. An der Kinokasse erwies sich der Film mit Inlandseinnahmen von 926.000 US-Dollar und weiteren 395.000 US-Dollar auf den ausländischen Märkten mit einem Gesamtergebnis von 1.321.000 US-Dollar als vergleichsweise populär. Am Ende konnte das Studio einen Gewinn von 155.000 US-Dollar verbuchen.

## Kritik
In der New York Times spendete Bosley Crowther Lob und Anerkennung:

„Es ist besonders befriedigend, einem Film zu begegnen, der ohne falsche Zurückhaltung das uralte Thema von Ehemann, Ehefrau und anderer Frau aufnimmt. […] Miss Lombard interpretiert ihre bewegende Rolle mit der ganzen zarten Intensität und unterschwelligen Leidenschaft, die sie zu einer bedeutenden dramatischen Schauspielerin haben reifen lassen. Kay Francis, diesmal auf der anderen Seite, spielt die vorbildliche Ehefrau, überlegen und rücksichtslos. Eine grundsätzlich überragende Darstellerriege trägt dazu bei, einen der anspruchsvollsten und unterhaltendsten Filme des Jahres zu machen.“

Die The Washington Post schrieb besonders herzliche Worte der Anerkennung für Kay Francis:

„Kay Francis, auf der anderen Seite, hat wenig Raum für Humor in ihrer Rolle der raffinierten und manipulativen Maida Walker. Sie ist eine so sanfte und entwaffnende Bedrohung der häuslichen Ruhe und des persönlichen Glücks, wie es je eine gegeben hat.“